# Министерство международного развития Великобритании
Министерство международного развития Великобритании — упразднённое министерство в Кабинете министров Великобритании, работавшее в 1997—2020 годах. Целью работы министерства было «содействие устойчивому развитию и искоренению нищеты в мире».

## Обязанности
Министерство было направлено на оказание поддержки Организации Объединённых Наций в восьми «Целях развития тысячелетия», а именно:
- вдвое сократить число людей, живущих в условиях крайней нищеты и голода
- обеспечить то, чтобы все дети получили начальное образование
- поощрять гендерное равенство и дать женщинам право голоса
- уменьшить уровень детской смертности
- улучшение здоровья матерей
- борьба с ВИЧ и СПИДом, малярией и другими заболеваниями
- защита окружающей среды
- создание глобального партнерства для лиц, работающих в области развития.